# Tupaia splendidula
Tupaia splendidula är en däggdjursart som beskrevs av Gray 1865. Tupaia splendidula ingår i släktet Tupaia och familjen spetsekorrar. IUCN kategoriserar arten globalt som livskraftig.
Denna spetsekorre förekommer på södra Borneo och på några mindre öar i närheten. Arten lever i låglandet och i kulliga områden upp till 500 meter över havet. Habitatet utgörs av olika slags skogar.

## Underarter
Arten delas in i följande underarter:
- T. s. carimatae
- T. s. lucida
- T. s. natunae
- T. s. riabus
- T. s. splendidula